# Zak Kostopoulos
Zacharias „Zak” Kostopoulos (gr. Ζαχαρίας „Ζακ” Κωστόπουλος; ur. 22 sierpnia 1985, zm. 21 września 2018 w Atenach) – grecki aktywista urodzony w USA zajmujący się obroną praw prostytutek, emigrantów oraz osób cierpiących na HIV. Występował jako drag queen pod pseudonimem „Zakie Oh”. Zmarł wskutek pobicia w Atenach.

## Początki kariery
Urodził się w Stanach Zjednoczonych, w wieku 7 lat wyemigrował z rodziną do Grecji, kraju pochodzenia jego rodziców. Dorastał w wiosce Kirra. Studiował aktorstwo i zarządzanie, pracował w ateńskim punkcie kontrolnym. Udzielał się jako wolontariusz w stowarzyszeniu osób ze zdiagnozowanym HIV, po części dlatego, że sam cierpiał na tę chorobę. 

## Działalność aktywistyczna
Pisał felietony do gazet na tematy związane z dyskryminacjami mniejszości (głównie seksualnych i narodowych) w Grecji oraz o codziennym życiu z HIV. 
Był gejem. Od 2011 zaangażował się w działalność aktywistyczną w ramach społeczności LGBTQ+. Uczestniczył w protestach przed siedzibami biskupów, którzy jawnie opowiadali się przeciwko prawom mniejszości seksualnych. Do najsłynniejszych jego akcji, szeroko komentowanych w greckiej prasie, należało zakłócenie ceremonii święcenia wody i tradycyjnego nurkowania w poszukiwaniu krzyża dokonywanej przy katedrze w Pireusie. Swój sprzeciw zamanifestował, wraz z grupą jemu podobnych aktywistów, przez publiczne całowanie się przez aktywistów tej samej płci i rozdawanie ulotek z hasłem miłość to nie grzech. Protest odnosił się do wcześniejszych słów kierującego ceremonią biskupa Pireusu, Serafina, który publicznie oświadczył, że związki homoseksualne są grzechem śmiertelnym. 
W dowód uznania za zdolności organizacyjne w kierowaniu akcjami w obronie praw mniejszości został wybrany na szefa Związku Gejów i Lesbijek Grecji. W 2014 wystartował z ramienia Π.Ν.ΟΙΚ.Α (Initiative for New and Ecological Athens) w wyborach samorządowych do rady miasta Aten. 

## Śmierć
Zak Kostopoulos został zabity na ruchliwej ulicy w pobliżu placu Omonoia w Atenach 21 września 2018. Do dziś nie udało się ustalić, w jakim celu wszedł do sklepu jubilerskiego przy ulicy Gladstones, w którym napadli go właściciel sklepu oraz inny mężczyzna, który był wysokiej rangi członkiem Frontu Narodowego. Filmy z zabójstwa pokazują, że po wybiciu okna sklepu przez właściciela Kostopoulos wyczołgał się i upadł na ziemię po tym, jak został kopnięty w głowę. Na miejsce zdarzenia przyjechała policja. Pomimo wielu obrażeń na ciele Zaka, policja dokonała jego zatrzymania, zakuwając go w kajdanki, bijąc go przy tym do nieprzytomności. Kostopoulos zmarł w drodze do szpitala. Naoczny świadek Philippos Karagiorgis opisał zabójstwo jako „lincz” i skrytykował ludzi za „oglądanie tak, jakby to był film” zamiast interwencji.

## Śledztwo
Policja nie aresztowała od razu sprawców zabójstwa, nie przesłuchała wszystkich świadków ani nie zabezpieczyła miejsca zbrodni. W związku z tym właściciel sklepu miał możliwość oczyszczenia potencjalnie obciążających go dowodów. Według wstępnych doniesień greckich mediów Kostopoulos był narkomanem, który dokonał napadu z bronią w ręku na sklep jubilerski. Jednak analiza kryminalistyczna nie wykazała śladów narkotyków w jego organizmie, a jego odcisków palców nie było na żadnym z noży znalezionych na miejscu zbrodni. Koroner stwierdził, że zmarł w wyniku rozległych obrażeń, głównie głowy. Rodzina Kostopoulosa zleciła brytyjskiemu centrum badawczemu Forensic Architecture zbadanie przyczyn jego śmierci. Brytyjscy badacze ustalili, że policja przeoczyła dwanaście kamer rejestrujących scenę i nie przesłuchała kluczowego świadka, który pojawił się na nagraniu. W wyniku śledztwa Forensic Architecture sprawa została wznowiona w 2019. Proces mężczyzn, których sfilmowano jak biją Kostopoulosa, oraz czterech policjantów za spowodowanie „śmiertelnego uszkodzenia ciała”, rozpoczął się 20 października 2021. Wcześniejszemu terminowi rozprawy (październik 2020) przeszkodziła Pandemia Covid 19. Rodzina Kostopoulosa chciała, aby jego śmierć została uznana za morderstwo. W dniu 3 maja 2022 dwóch mężczyzn zostało uznanych za winnych, a czterech policjantów, którym postawiono zarzuty za ich udział, uznano za niewinnych.

## Dziedzictwo
Zak Kostopoulos został pochowany w mieście Kirra, gdzie dorastał. Od 2018 roku aktywiści tacy jak Menelas Siafakas organizują coroczne marsze w Atenach, aby upamiętnić śmierć Kostopoulosa i wezwać wymierzenia sprawiedliwości wobec jego zabójców. Slogany „Zackie żyje, Smash the Nazis” (który rymuje się po grecku: η ζάκι ζει, τσακίστε τους ναζί) i cops, tv, neo-nazis, wszyscy dorowiciele pracują razem ” skandowano na imprezach w całym kraju. W 2019 roku Nasos Iliopoulos, który jest liderem frakcji Syriza w Radzie Miejskiej Aten, zaproponował zmianę nazwy ulicy Gladstonos na imienia Zaka Kostopoulosa (gr. Burmistrz Aten Kostas Bakoyannis odpowiedział kontrpropozycją budowy pomnika przeciwko nietolerancji, rasizmowi i nienawiści, za którą głosowała większość. W 2021 roku badacz naukowy z Uniwersytetu Arystotelesa w Salonikach nazwał dwa nowo odkryte gatunki sinic, Iphianassa zackieohae i Speos fyssasii, na cześć działaczy odpowiednio Zaka Kostopoulosa i Pavlosa Fyssasa.